# COX7A1
El polipéptido 7A1 de la citocromo c oxidasa mitocondrial, es una enzima que en los seres humanos está codificada por el gen COX7A1.
La citocromo c oxidasa (COX), el componente terminal de la cadena respiratoria mitocondrial, cataliza la transferencia de electrones del citocromo c reducido al oxígeno. Este componente es un complejo heteromérico que consta de 3 subunidades catalíticas codificadas por genes mitocondriales y múltiples subunidades estructurales codificadas por genes nucleares. Las subunidades codificadas mitocondrialmente funcionan en la transferencia de electrones, y las subunidades codificadas en el núcleo pueden funcionar en la regulación y ensamblaje del complejo. Este gen nuclear codifica el polipéptido 1 (isoforma muscular) de la subunidad VIIa y el polipéptido 1 está presente solo en los tejidos musculares. Otros polipéptidos de la subunidad VIIa están presentes tanto en tejidos musculares como no musculares, están codificados por diferentes genes.